# Przybyłowice (przystanek kolejowy)
Przybyłowice – mijanka i przystanek kolejowy w Przybyłowicach, w województwie dolnośląskim, w Polsce. Znajduje się na linii kolejowej nr 137 Katowice – Legnica.

## Ruch pasażerski
| Rok  | Wymiana pasażerska na dobę |
| ---- | -------------------------- |
| 2017 | 10-19                      |
| 2022 | 10-19                      |
| 2023 | 20-49                      |